# Calciatore oceaniano dell'anno
Il Calciatore oceaniano dell'anno è un premio che viene assegnato nel mondo del calcio. Istituito nel 1988, viene assegnato da un gruppo di giornalisti oceaniani.
Il premio viene assegnato annualmente al giocatore oceaniano che più si è distinto nella stagione precedente militando in una squadra associata alla FIFA.

## Albo d'oro dei vincitori
- 1988:  Frank Farina - Club Bruges
- 1989:  Wynton Rufer - Werder Brema
- 1990:  Wynton Rufer - Werder Brema
- 1991:  Robbie Slater - Lens
- 1992:  Wynton Rufer - Werder Brema
- 1993:  Robbie Slater - Lens
- 1994:  Aurelio Vidmar - Standard Liegi
- 1995: [1] Christian Karembeu - Sampdoria
- 1996:  Paul Okon - Lazio
- 1997:  Mark Bosnich - Aston Villa
- 1998:  Christian Karembeu - Real Madrid
- 1999:  Harry Kewell - Leeds United
- 2000:  Mark Viduka - Leeds United
- 2001:  Harry Kewell - Leeds United
- 2002:  Brett Emerton - Feyenoord
- 2003:  Harry Kewell - Liverpool
- 2004:  Tim Cahill - Everton
- 2005: [1] Marama Vahirua - Nizza
- 2006:  Ryan Nelsen - Blackburn
- 2007:  Shane Smeltz - Wellington Phoenix
- 2008:  Shane Smeltz - Wellington Phoenix
- 2009:  Ivan Vicelich - Auckland City
- 2010:  Ryan Nelsen - Blackburn
- 2011:  Bertrand Kaï[2] - Hienghène Sport
- 2012:  Marco Rojas[3] - Melbourne Victory
- 2013:  Trent Sainsbury - Central Coast Mariners Football Club

## Plurivincitori
- 3 - Wynton Rufer, Harry Kewell
- 2 - Robbie Slater, Christian Karembeu, Ryan Nelsen, Shane Smeltz

## Classifica per club
1. Leeds United, Werder Brema - 3
2. Lens, Blackburn, Wellington Phoenix- 2
3. Aston Villa, Auckland City, Club Bruges, Everton, Feyenoord, Hienghène Sport, Liverpool, Lazio, Melbourne Victory, Nizza, Real Madrid, Standard Liegi, Sampdoria - Central Coast Mariners 1

## Classifica per nazionalità
1. Australia - 13
2. Nuova Zelanda - 9
3. Nuova Caledonia - 3
4. Polinesia francese - 1

## Altri premi
- Wynton Rufer è stato votato come miglior calciatore oceaniano del secolo.
- Mark Bosnich è stato votato come miglior portiere oceaniano del secolo.